# 支架蛋白質

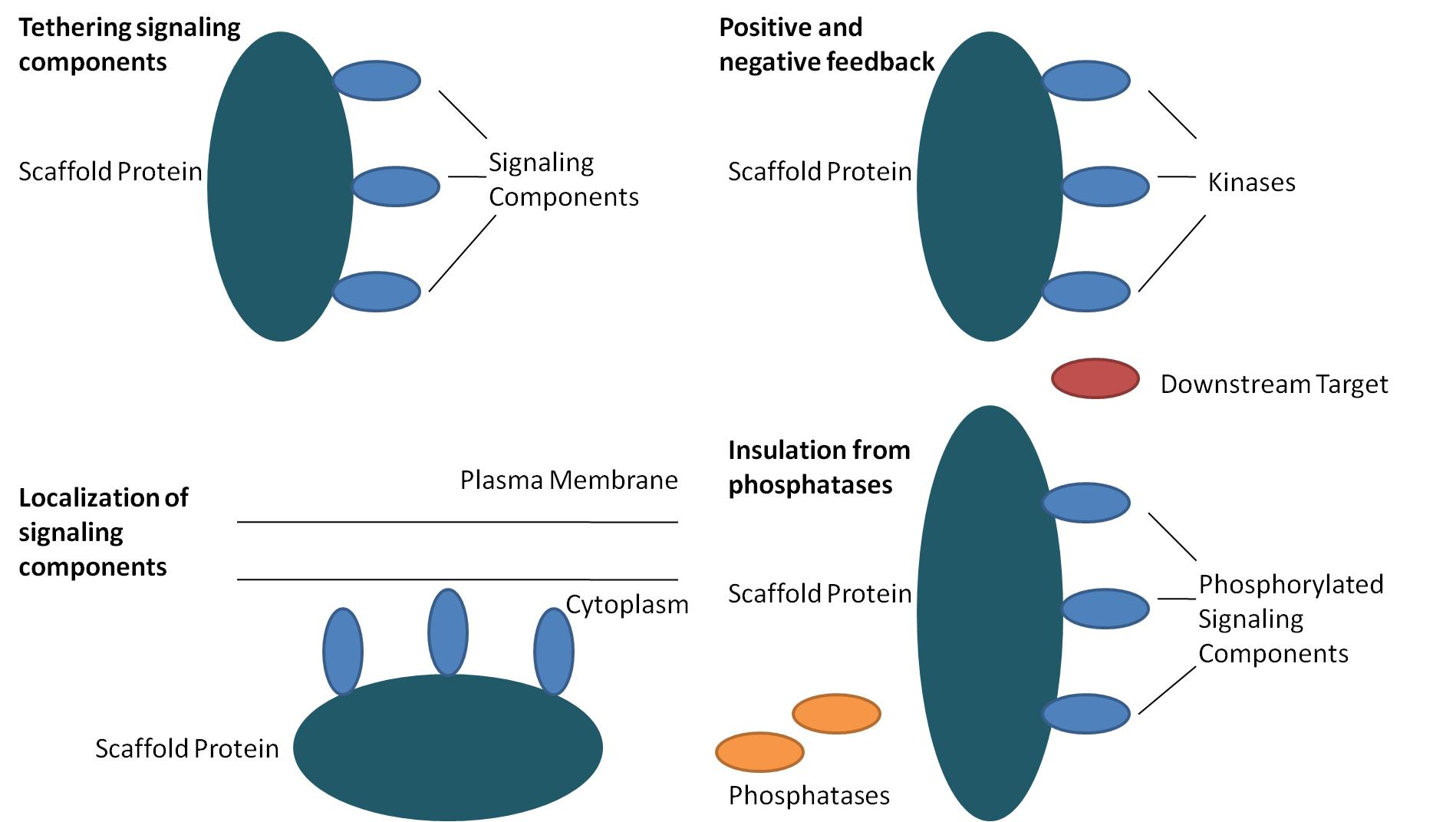
支架蛋白質的功能

在生物學中，「支架蛋白質」（英文：Scaffold protein）是許多關鍵信號通路的關鍵調節因子。儘管目前對支架的功能沒有嚴格的定義，但已知它們會與信號傳導途徑的多個成員相互作用或結合，從而將它們束縛在多蛋白複合物中。在這種途徑中，它們調節信號傳導並幫助將途徑成分（以復合物形式組織）定位於細胞的特定區域，例如質膜、細胞質、細胞核、高爾基體、內體和線粒體。

## 功能
支架蛋白至少有四種作用：束縛信號傳導成分、將這些成分定位於細胞的特定區域、通過協調正反饋和負反饋信號來調節信號傳導，以及從競爭性蛋白質中隔離正確的信號蛋白。 